# Embryo

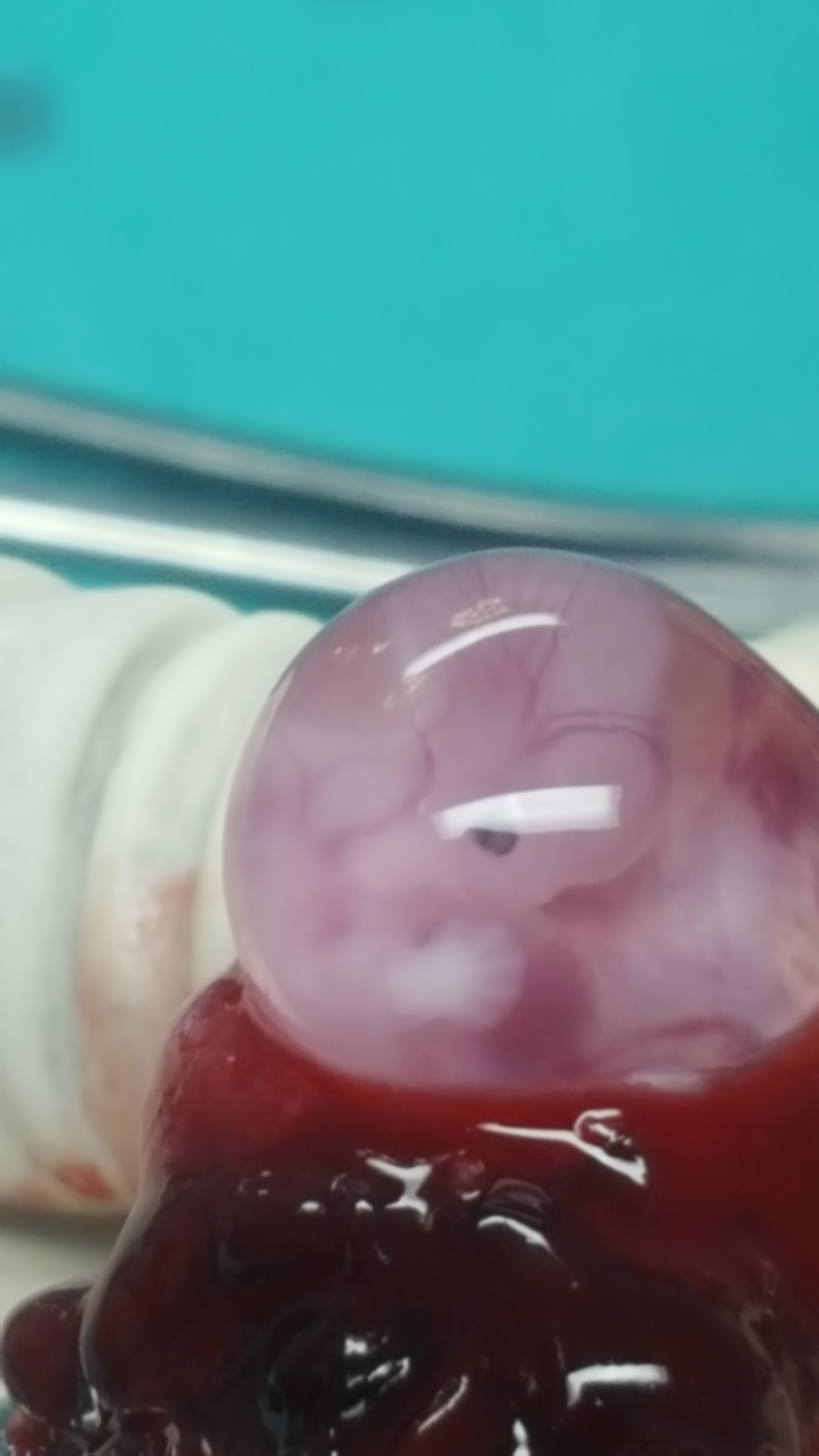
Buitenbaarmoederlijk embryo

Een embryo (Oudgrieks ἔμβρυον émbruon = ongeboren vrucht) is een plant of dier dat in de vroegste stadia van zijn groei en ontwikkeling beschermd wordt door ouderlijk weefsel.
Bij planten wordt het embryonale groeistadium bestudeerd door de plantenmorfologie en de plantenanatomie. Bij veel plantensoorten worden ook in het volwassen stadium nog voortdurend nieuwe organen gevormd, zoals takken, bladeren, wortels en bloemknoppen.
De groei van het embryo (embryogenese) bij dieren wordt door de embryologie, een onderdeel van de ontwikkelingsbiologie, bestudeerd. Het embryonaal stadium kenmerkt zich door snelle groei (celdeling), en door celdifferentiatie van de lichaamscellen. In de eerste week na de conceptie wordt bij dieren de basis gelegd voor alle belangrijke organen, die tijdens de organogenese vervolgens tot volledige organen uitgroeien.

## Planten
Zodra bij planten de bevruchte eicel zich gaat delen en ontwikkelen tot een klein plantje, binnen de beschermende omgeving van de moederplant, spreekt men van embryo of kiem. Dit verschijnsel treedt op bij de Embryophyta: met name de mossen, levermossen, hauwmossen, varens en zaadplanten.

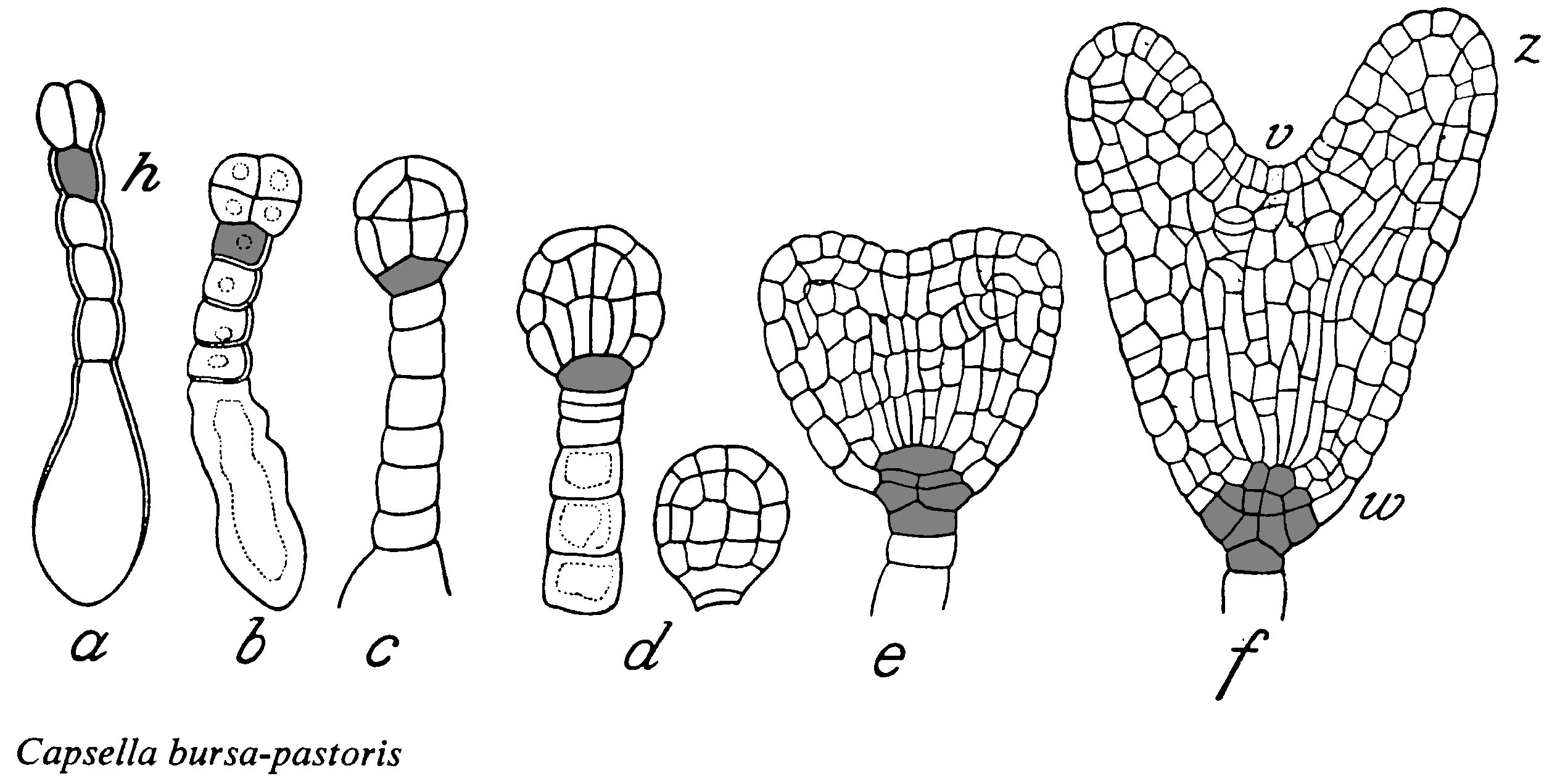
Ontwikkeling embryo bij herderstasje. a: proëmbryo met kiemdrager, h: hypofyse, b: viercellige kiembol met kiemdrager, c: achtcellig stadium, d:zestiencellig stadium, e: overgang naar het vroege hartstadium, f: hartstadium met v: stengeltop, z: zaadlobben, w: worteltje.
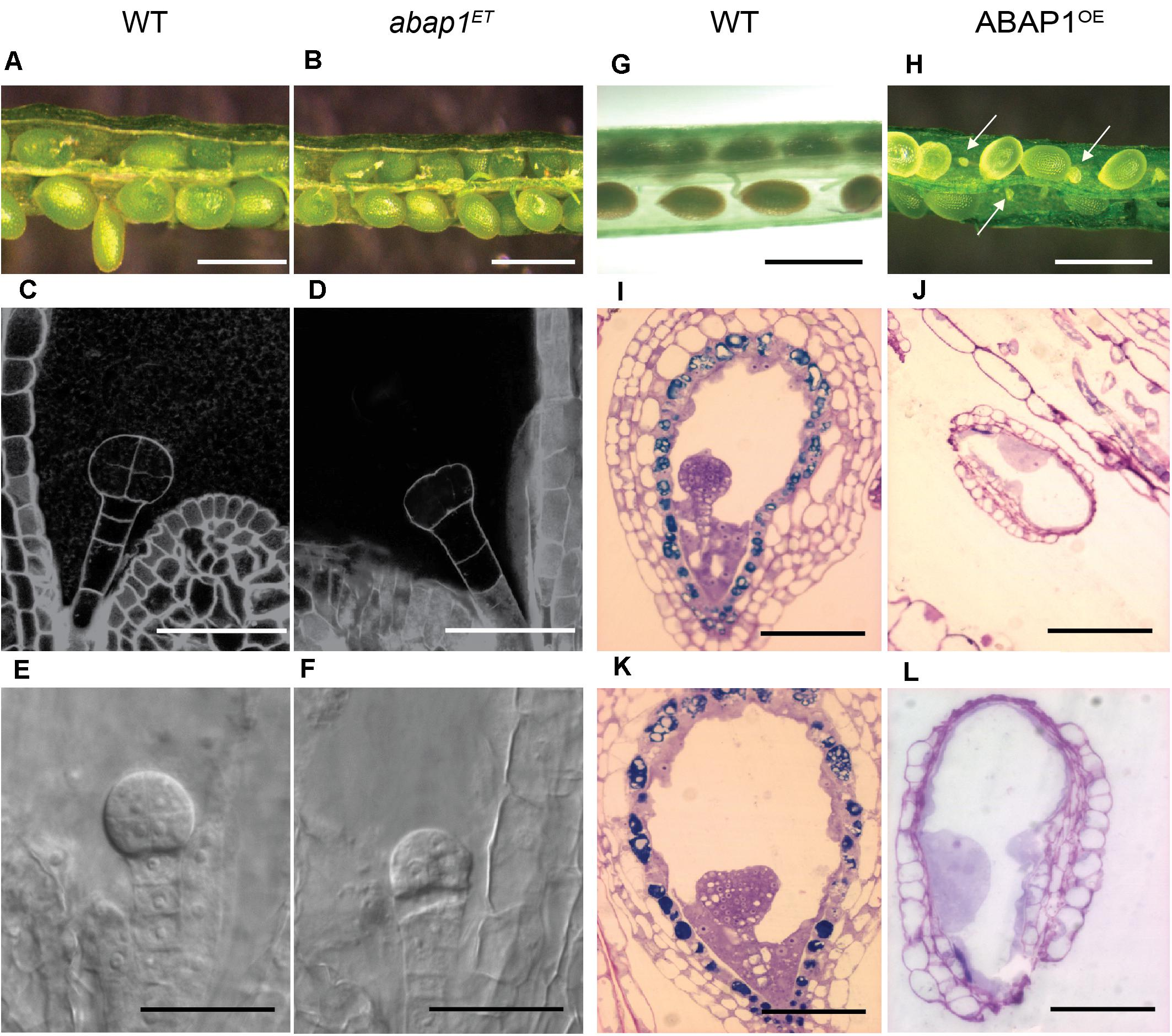
Zaadknop bij zandraket. WT=Wild type. C= achtcellig stadium, I= kiembol met kiemdrager, K= overgang naar het vroege hartstadium.
Diagram van de interne structuur van het zaad en embryo van een tweezaadlobbige. (a) zaadhuid, (b) endosperm, (c) zaadlob, (d) hypocotyl.

In de levenscyclus van zaadplanten bevindt het embryo zich in een zaad, waarvan het overige weefsel afkomstig is van de moederplant. Het embryo van een zaadplant bestaat uit de embryonale as, waaruit bij kieming het pluimpje, de hypocotyl en het eerste worteltje ontstaan, en de zaadlobben waaruit de eerste blaadjes groeien.
Bij zaadplanten is het embryo, naast het reservevoedsel (meestal kiemwit), een onderdeel van het zaad, wat weer onderdeel kan zijn van een vrucht. Als de zaden reeds kiemen aan de moederplant, is sprake van levendbarende planten.
Bij levermossen, mossen en hauwmossen bevindt zich de zygote (de bevruchte eicel) zich nog in het archegonium. De zygote ontwikkelt zich te plekke tot de sporofyt, die verder afhankelijk blijft van de gametofyt en daarop parasiteert. Als de sporofyt is uitgegroeid tot een sporangium, kan deze de door meiose gevormde (meio)sporen uitstrooien, zodat deze kunnen kiemen.

## Dieren

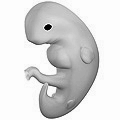
Menselijk embryo, 4 weken na de bevruchting (6 weken zwangerschap)

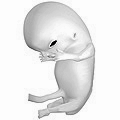
Menselijk embryo of foetus, 8 weken na de bevruchting (10 weken zwangerschap)

Het embryo van een dier wordt ook vrucht of kiem genoemd. De morula is een embryo in de vroegste embryonale ontwikkeling.
Bij de mens en de aap duurt de embryogenese gerekend vanaf de postmenstruele leeftijd ongeveer negen weken of zeven weken vanaf de bevruchting, waarbij de zygote middels klievingen zich ontwikkelt van embryo tot foetus. Bij paarden en schapen omvat deze periode gerekend vanaf de conceptionele leeftijd 40 dagen. Bij het konijn gerekend vanaf de postmenstruele leeftijd 18 dagen, de rat 13 dagen en de muis 9 dagen. Bij de Aziatische olifant en de bosolifant duurt de embryogenese gerekend vanaf de postmenstruele leeftijd 100–120 dagen. De embryogenese bij de zebravis duurt 24 uur en bij de banenenvlieg 21 tot 24 uren gerekend vanaf de bevruchting.
Bij mensen en andere (levendbarende) zoogdieren is de foetus, of ongeboren vrucht, het stadium waarin gelijkenis met een pasgeboren individu gaat optreden, na de eerste, embryonale fase.

## De mens

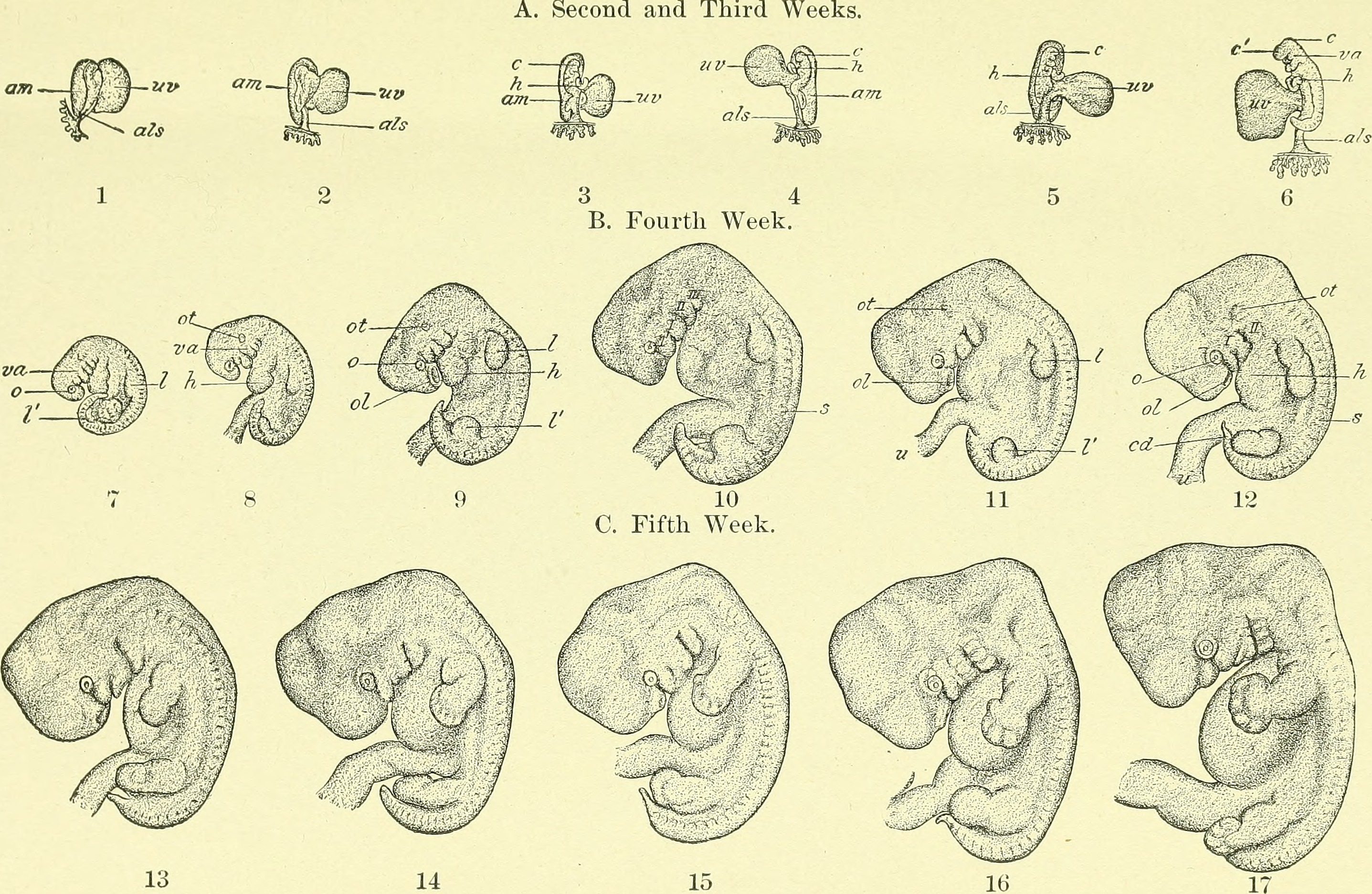
Vroege menselijke embryo's, allemaal ongeveer twee en een half keer vergroot (His): 1-4, van de twaalfde tot de vijftiende dag (conceptionele leeftijd); 5, 6, van de achttiende tot de eenentwintigste dag; 7, 8, van de drieëntwintigste tot de vijfentwintigste dag; 9-12, van de zevenentwintigste tot de dertigste dag; 13-17, van eenendertig tot vierendertig dag. ben, amnion; uv-, navelstreng- of vitellineblaasje; als, hechtsteel; c, c', hersenblaasjes; h, hart; va, viscerale bogen; o, vesicula optica; ot, gehoorblaasje; ol, reukkolf; I, I', bovenste en onderste ledematen; s, somieten ; cd, caudaal uitsteeksel (staart); u, primitieve navelstreng.

Het embryo van de mens, via mitose ontstaan uit een bevruchte eicel (zygote), wordt ook "vrucht" genoemd. Bij de mens wordt de grens tussen embryonale en foetale fase geplaatst op een conceptionele leeftijd van 6 à 8 weken, wat neerkomt op een postmenstruele leeftijd van 8 à 10 weken.
De Belgische Embryowet van 11 mei 2003 definieert een menselijk embryo als "een cel of samenhangend geheel van cellen, dat het vermogen bezit uit te groeien tot een mens". Deze definitie is echter omstreden omdat ze niet preciseert op welk ogenblik, of ten gevolge van welk proces, de cellengroep een mens zou worden.

### Bio-ethische kwesties
Verschillende biomedische praktijken zoals in-vitrofertilisatie (IVF), intracytoplasmatische sperma-injectie (ICSI), pre-implantatiegenetische diagnostiek (PGD), het gebruik van interceptie- en anticonceptiemiddelen, de opzettelijke vernietiging van embryo’s, embryoreductie en het invriezen van embryo’s roepen ethische vragen op. Hierbij zijn de bio-ethici te verdelen in drie categorieën: diegenen die geen morele status toekennen aan het embryo, diegenen die een geleidelijke beschermwaardigheid van het embryo voorstaan en ethici die het embryo beschermwaardig achten vanaf de conceptie.